# NGC 749
NGC 749 is een balkspiraalstelsel in het sterrenbeeld Oven. Het hemelobject werd op 27 september 1834 ontdekt door de Britse astronoom John Herschel.

## Synoniemen
- PGC 7191
- ESO 414-11
- MCG -5-5-23
- IRAS01534-3009